# Heinz Hempel

Hempel im Trikot des Dresdner SC

Heinz Hempel (* 4. September 1918 in Dresden; † 17. April 1998 in Hamburg) war ein deutscher Fußballspieler. Mit dem Dresdner SC gewann er zweimal die Deutsche Meisterschaft und zweimal den Tschammerpokal. Später war er Trainer beim seinerzeitigen Oberligisten FC St. Pauli.

## Spielerkarriere

### Dresdner SC
Hempels erste Fußballmannschaften hießen SV Dresden-Niedersedlitz, Rasensport Dresden und SV Brandenburg 01 Dresden. 1933/34 spielte er für ein Jahr bei den aus der SV Brandenburg hervorgegangenen Sportfreunden 01 Dresden. Nachdem er in den Dresdner Stadtteil Friedrichstadt verzog, schloss er sich 1934 dem Dresdner SC an, wo bereits sein Vater Fußball gespielt hatte. Hier spielte er zunächst in der Juniorenmannschaft. Da seine bisherige Position Mittelstürmer bereits besetzt war, wurde er zum Verteidiger umgeschult. 1935 gewann er mit der sächsischen Juniorenmeisterschaft seinen ersten Titel.
In der Saison 1935/36 wird er mit 17 Jahren bereits in die Männermannschaft aufgenommen. 1939 gewann er mit dem DSC erstmals die Gaumeisterschaft Sachsen, mit der sich die Mannschaft für die Endrunde um die Deutsche Meisterschaft qualifizierte. Hempel bestritt sieben der neun Endrundenspiele, im Vorrundenspiel gegen den Warnsdorfer FK steuerte er als linker Verteidiger zwei Tore zum 3:1-Sieg bei. Der DSC gewann schließlich das kleine Finale mit einem 3:2-Sieg über den Hamburger SV, Hempel war wieder als linker Verteidiger dabei. 1940 erreichte der DSC erneut die Deutsche Meisterschaftsendrunde und kam bis in das Endspiel. Hempel bestritt alle acht Begegnungen, so auch als rechter Verteidiger im Finale, das die Dresdner mit 0:1 gegen den FC Schalke 04 verloren. Erfolgreicher waren die Dresdner am 1. Dezember 1940, als sie mit Linksverteidiger Hempel das Endspiel um den Tschammerpokal mit 2:1 über den 1. FC Nürnberg gewannen. In diesem Spiel fungierte Hempel bereits als Spielführer seiner Mannschaft.
1941 bestritt Hempel sieben der acht Endrundenspiele um die deutsche Meisterschaft. Der Dresdner SC wurde mit seinem Verteidiger Hempel erneut Dritter nach einem 4:1-Sieg über den VfL Köln 1899. Am 2. November 1941 konnte der DSC den Tschammerpokal erfolgreich verteidigen. Kapitän Hempel war auch in diesem Spiel mit von der Partie.
Nachdem der Dresdner SC in der Saison 1941/42 weder in der Meisterschaft noch im Pokal erfolgreich gewesen war, erkämpfte er sich 1943 erstmals die deutsche Fußballmeisterschaft. Erneut war Hempel in allen fünf Endrundenspielen aufgeboten worden und stand so auch im siegreichen Endspiel, das mit 3:0 über den FV Saarbrücken gewonnen wurde. Seine zweite deutsche Meisterschaft gewann Hempel ein Jahr später. Nach vier Endrundenspielen stand er als Rechtsverteidiger erneut im Endspiel, das die Dresdner diesmal mit 4:0 über den LSV Hamburg gewannen. Hempel gehört damit zu den sechs Spielern des DSC, die zwischen 1939 und 1944 an allen Endrunden um die Deutsche Meisterschaft beteiligt waren.

### FC St. Pauli
Nach dem Ende des Zweiten Weltkriegs verzog Hempel nach Hamburg. Dort schloss er sich dem FC St. Pauli an, mit dem er zwischen 1948 und 1951 viermal Vizemeister in der Oberliga Nord wurde. Die Vizemeisterschaft berechtigte jeweils zur Teilnahme an der Endrunde zur deutschen Meisterschaft, und Hempel gelang es wie mit dem DSC erneut an allen Endrunden teilzunehmen. Insgesamt bestritt er für St. Pauli neun Spiele in den vier Endrundenturnieren. Seinen größten Erfolg in Hamburg erreichte er 1948 mit dem Erreichen des Halbfinale der Deutschen Meisterschaft. Auch bei St. Pauli spielte Hempel als Verteidiger. Im Alter von 33 Jahren beendete er seine Laufbahn als Leistungsfußballer.

### Auswahlspieler
Am 4. April und 17. Oktober 1948 wurde Hempels Leistung durch seinen Einsatz in der NFV-Auswahl in den Repräsentativspielen in Köln gegen Westdeutschland (0:3) beziehungsweise in Nürnberg gegen Süddeutschland (1:1) gewürdigt. In beiden Auswahlspielen war Herbert Holdt vom Hamburger SV sein Partner als Verteidiger.

## Trainerkarriere
Er blieb jedoch weiterhin Mitglied des FC St. Pauli. Ein Jahr nach dem Ende seiner Fußballer-Laufbahn übernahm er 1952 den Klub als Trainer und übte dieses Amt bis 1963 aus. In diesen Jahren hatte er 1954 mit der norddeutschen Vizemeisterschaft seinen größten Erfolg. 1963 übernahm Hempel den VfV Hildesheim und später nach einer Unterbrechung von vier Jahren 1967/68 noch einmal das Training der St. Paulianer, mit denen er Platz fünf in der Regionalliga Nord erreichte.